# Specklinia claviculata
Specklinia claviculata är en orkidéart som först beskrevs av Carlyle August Luer och Alexander Charles Hirtz, och fick sitt nu gällande namn av Carlyle August Luer. Specklinia claviculata ingår i släktet Specklinia och familjen orkidéer. Inga underarter finns listade i Catalogue of Life.